# Passagem de Humaitá
A Passagem de Humaitá foi uma operação naval durante a Guerra do Paraguai em que uma força de seis monitores encouraçados brasileiros forçaram a passagem sob fogo da artilharia paraguaia da fortaleza de Humaitá. Foi considerado por observadores como um feito admirável.
O objetivo da ação era acabar com o fornecimento de provisões pelo rio até a fortaleza e fornecer ao Império do Brasil e seus aliados a tão necessária vitória que elevasse o moral. A tentativa ocorreu em 19 de fevereiro de 1868 e foi bem sucedida, tendo os brasileiros alcançado o ponto fraco da fortaleza. Tal feito restaurou a reputação da armada imperial, e fez com que os paraguaios evacuassem a capital Assunção. Alguns autores consideram o feito como o ponto de virada ou evento culminante da guerra. A fortaleza, até então totalmente cercada por forças aliadas por terra ou água, foi capturada em 25 de julho de 1868.

## Antecedentes
A Fortaleza de Humaitá era um sistema defensivo, por muito tempo considerado quase inexpugnável, localizado perto da foz do rio Paraguai. Impediu o inimigo de subir o rio, e invadir a República do Paraguai. Havia outros caminhos pelos quais o Paraguai poderia ter sido invadido, mas foram consideradas mais difíceis. A Guerra do Paraguai (também conhecida como a Guerra da Tríplice Aliança) de 1864-1870 foi o mais letal conflito na história da América do Sul e, — em termos de sua relativa mortalidade — muito possivelmente o pior da história moderna. O conflito iniciou-se quando o líder paraguaio Francisco Solano López apreendeu o navio brasileiro Marquês de Olinda em rota pelo rio Paraguai para a província brasileira de Mato Grosso (hoje no território do estado de Mato Grosso do Sul), em seguida, enviou tropas para invadir a província. Desenvolveu-se ainda mais quando ele apreendeu embarcações navais argentinas atracadas no porto de Corrientes, nordeste da Argentina.
Posteriormente, López enviou mais dois exércitos, um para invadir a Argentina na província de Corrientes, ao longo do rio Paraná e o outro para invadir a província brasileira do Rio Grande do Sul ao longo do rio Uruguai. Em 1 de maio de 1865, Brasil, Argentina e Uruguai assinaram o Tratado da Tríplice Aliança, pelo qual não negociariam a paz com o Paraguai até que o governo de López fosse deposto. Além disso, o rio era a única possível rota para alcançar a província de Mato Grosso, que havia sido invadido pelas forças de López antes de uma declaração de guerra. Um dos objetivos dos aliados (Brasil, Argentina e Uruguai) explicitamente incluía a captura e destruição de Humaitá, sendo o primeiro objetivo de seu alto comando.

## O problema estratégico dos aliados

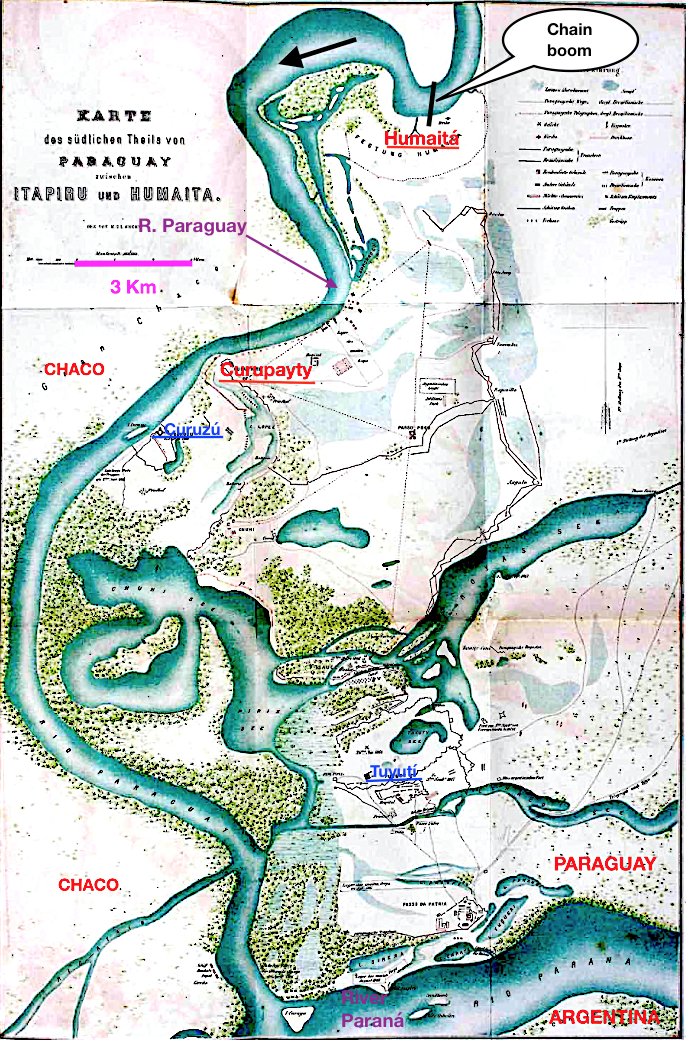
Área onde os aliados ficaram estagnados por 2,5 anos, nas zonas úmidas do sudoeste do Paraguai. Os aliados tinham capturado a base avançada de Curuzú, em setembro de 1866. Por Schneider, 1872.

Levou cerca de um ano para que os aliados expulsassem os invasores da província de São Pedro do Rio Grande do Sul e da Argentina. De acordo com o tratado, tinham de neutralizar Humaitá e depor Francisco Solano López. Em abril de 1866, os aliados atravessaram o rio Paraná para sudoeste do Paraguai, ocupando uma pequena faixa de território.
Resumidamente, a fortaleza de Humaitá foi construída em uma curva côncava afiada no rio e compreendia mais de uma milha de baterias de artilharia pesada no topo de um penhasco baixo. O canal tinha apenas 200 metros de largura e corria a uma curta distância das baterias; uma barreira de correntes pesadas poderia ser levantada para bloquear a navegação e deter o transporte sob fogo das armas. Torpedos (minas navais de contato improvisadas) poderiam ser liberados ou ancorados no córrego. Em seu lado terrestre, a fortaleza era protegida por terrenos intransitáveis e por 13 quilômetros de trincheiras com 120 canhões pesados e uma guarnição de 18 000 homens. Uma tentativa de capturar uma de suas obras exteriores por ataque frontal fracassou desastrosamente na Batalha de Curupaiti (22 de setembro de 1866); outro ataque frontal estava fora de questão.
Do ponto de vista naval, a pesada artilharia da fortaleza poderia — a princípio — ser contornada pelos novos encouraçados (navios blindados), desde que as correntes de ferro pudessem ser rompidas e quaisquer “torpedos” evitados. No entanto tais navios não poderiam operar muito distantes de suas bases avançadas, porque precisariam ser reabastecidos com combustível, munição e provisões. Além disso, o comando da marinha brasileira alegou que não havia espaço dentro dos encouraçados para o transporte de tropas; os navios de transporte de madeira não poderiam acompanhá-los. Para deixar as tropas de Humaitá sem acesso à suprimentos, foi necessário impedir que os paraguaios os reabastecessem por via fluvial.

## Dificuldades enfrentadas pelos aliados

### Problemas internos

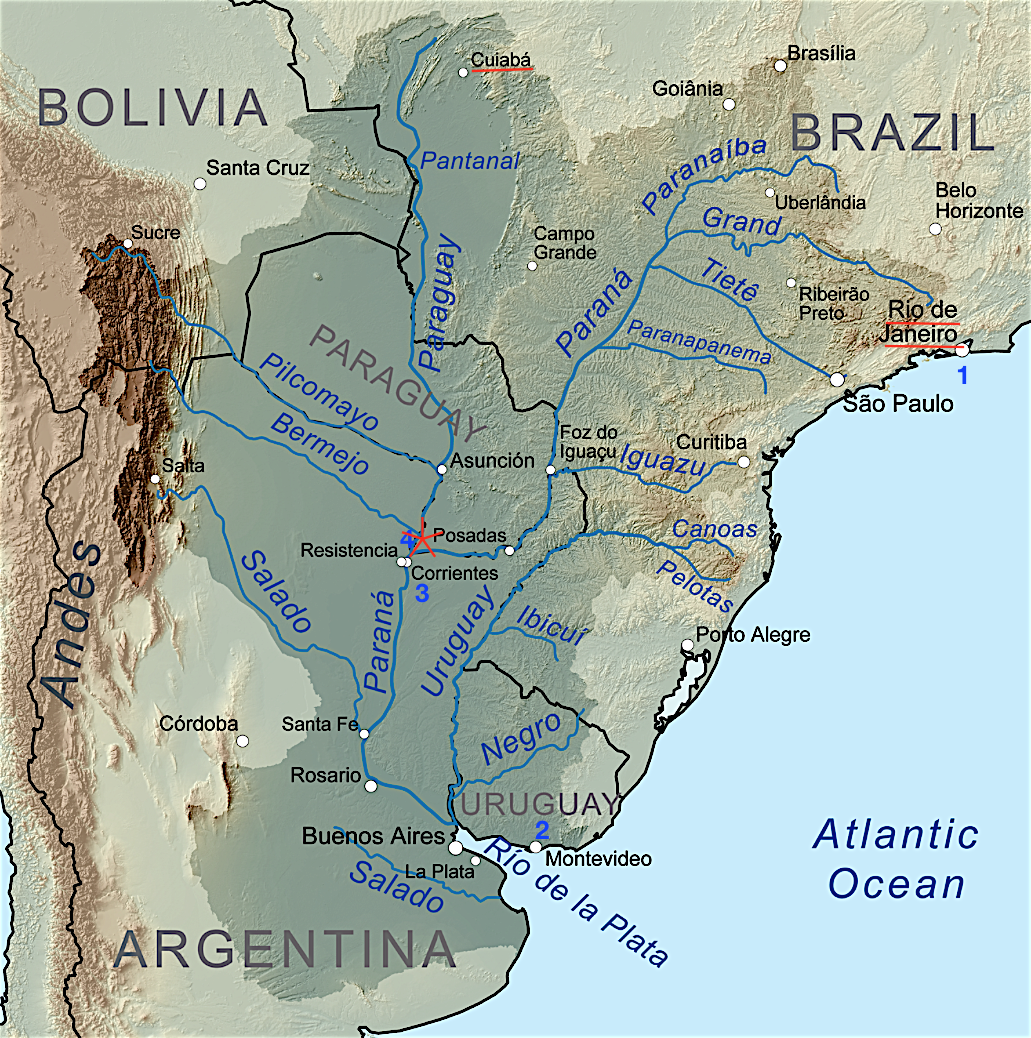
Longas linhas de comunicação: todas as munições tinham de ser transportadas por mar do Rio de Janeiro, Brasil (1), para Montevidéu, Uruguai (2). Posteriormente, em direção à cidade de Corrientes, na Argentina (3); seguindo rumo a base naval sitiada no no rio Paraguai (4) – percurso aproximado de 3,3 mil quilômetros.

No final de 1867, os aliados precisavam urgentemente de uma vitória, uma vez que o moral e a reputação da armada brasileira estavam baixos. A guerra havia lhes custado muitos homens e dinheiro; embora ainda tivessem mão de obra maior. No entanto, eles estavam presos na pequena área do sudoeste do Paraguai. O desastre de Curupaiti afetou profundamente o moral e levou a um ano de inatividade. E promoveu uma já forte facção antiguerra na Argentina. Revoltas armadas irromperam naquele país — especialmente nas províncias andinas — exigindo a paz com o Paraguai. Chegara ao ponto de o comandante-em-chefe aliado, general Bartolomé Mitre, ter que deixar temporariamente o Paraguai com 4 000 soldados argentinos, a fim de sufocar a revolta, deixando o general brasileiro, o Marquês de Caxias, no comando.
O Brasil financiou suas operações bélicas, em parte, tomando empréstimos nos mercados financeiros, especialmente em Londres, e adiantou recursos para a Argentina e para o Uruguai. A falta de progresso na guerra estava afetando o seu crédito financeiro. Em junho de 1867, Caxias escreveu a um colega: "Meu amigo, vamos ver se podemos concluir esta maldita guerra que tem arruinado o nosso país, e cuja duração nos envergonha."

### Linhas de comunicação estendidas
Longas linhas de comunicação aumentaram muito a dificuldade e o custo da guerra para o Brasil. De acordo com o enviado americano ao Paraguai, Francisco Solano López apoiou-se nisso ao decidir entrar em guerra com o Império do Brasil. Embarcações a vapor eram o único meio prático de comunicação. Assim, no Brasil, a viagem terrestre de São Paulo para o Mato Grosso demorava dois meses e meio em mula rápida; por navio a vapor, embora o desvio para o sul através do rio da Prata e através do rio Paraguai fosse vasto, poderia ser feito em pouco mais de uma quinzena.
A tensão sobre esta rota foi uma das causas da guerra paraguaia. Munições ou outros mantimentos enviadas do Rio de Janeiro, para o arsenal naval da Isla del Cerrito, perto da foz do rio Paraguai, tiveram que percorrer uma extensa rota fluvial. Embarcações que precisavam ser consertadas não podiam ser enviadas para Buenos Aires por falta de instalações, e o Rio de Janeiro estava longe demais. A Isla del Cerrito ("Ilha do Cerrado") era e é uma pequena ilha na confluência dos rios Paraná e Paraguai. Ali a marinha estabeleceu uma oficina mecânica que empregava 20 homens; um estaleiro com 50 carpinteiros, etc; um bunker de carvão; um moinho de pólvora; um hospital naval; e até uma igreja. Boa madeira naval necessária para reparos foi colhida localmente.
| Rota                                                          | Rota fluvial                              | Milhas náuticas | Quilômetros |
| ------------------------------------------------------------- | ----------------------------------------- | --------------- | ----------- |
| Rio de Janeiro (Brasil) a Montevidéu (Uruguai)                | Atlântico Sul                             | 1099            | 2036        |
| Montevidéu (Uruguai) a Corrientes (NE Argentina)              | Rio da Prata – Paraná delta do rio Paraná | 651             | 1206        |
| Corrientes (NE Argentina) a proximidade de Humaitá (Paraguai) | Rio Paraná – Rio Paraguai                 | 14              | 26          |

### Dificuldades

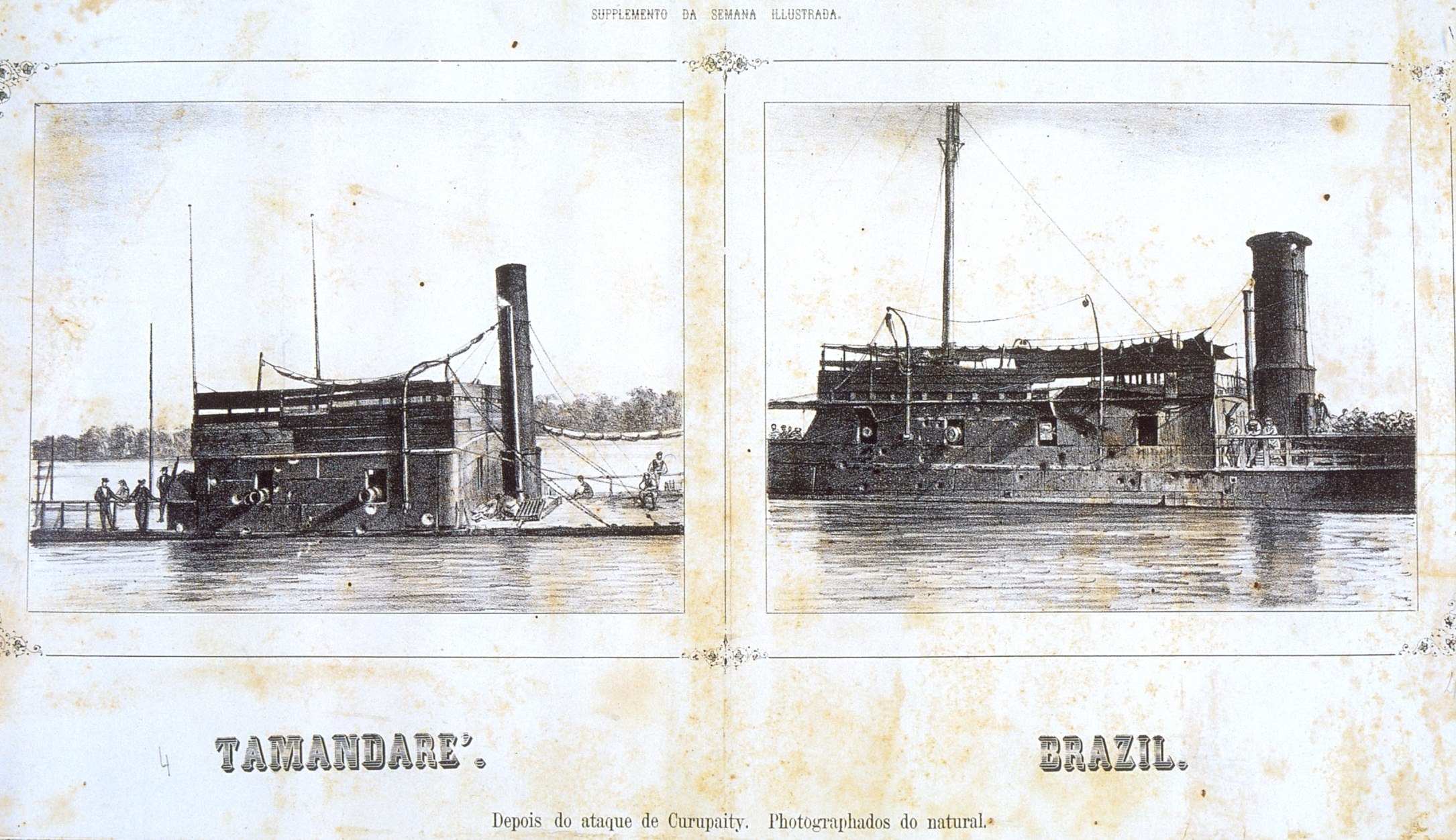
Danos causados aos encouraçados: Tamandaré (esquerda) e Brasil (direita) danificados após o ataque anterior a Curuzú, um forte muito menos poderoso do que Curupaiti ou Humaitá.

Embora alguns observadores estrangeiros criticassem a falta de progresso da marinha brasileira e insinuavam que ela deveria ter forçado a passagem há muito tempo, esses observadores não tinham experiência naval. Um dos observadores que efetivamente pertencia a marinha foi o comandante Kennedy da Marinha Real Britânica e escreveu que havia dificuldades reais:
1. A aproximação do rio a Humaitá — que incluía as fortificações preliminares fortemente armadas em Curupaiti — era superficial, estreita e inexplorada.
2. Diversos "torpedos" (minas navais de contato improvisadas) foram empregados.
3. Era muito raso para as embarcações mais pesadas, exceto durante a ascensão sazonal do rio.[nota 9] A diferença sazonal entre o rio cheio e baixo pode chegar a 3 braças (5 ½ metros).[46]
4. Mas se essas embarcações prosseguissem rio acima eles poderiam fica ancorados ou presos (nem capazes de avançar ou recuar), quando as águas diminuíssem novamente.[47]

| Passagem de Humaitá                                   | "É difícil conceber um obstáculo mais formidável para um esquadrão avançado do que esta pequena porção do rio entre Três Bocas e Humaitá. | Passagem de Humaitá |
| — Avaliação do comandante Kennedy.[carece de fontes?] | |                     |

Além disso, mesmo que os navios não fossem afundados pelas baterias fluviais do tipo possuído pelo Paraguai, eles poderiam ser seriamente danificados. Balas de canhão às vezes penetravam no casco passando por uma vigia ou uma canhoneira. Quando isso acontecia, o tiro poderia fraturar ou ricochetear dentro da casamata, produzindo uma carnificina terrível. E mesmo que a maioria dos disparos não chegasse ao interior do casco, sua força poderia romper os parafusos do revestimento de ferro, e produzir muitos danos estilhaçando o suporte de madeira. Para marinheiros inexperientes o efeito poderia ser aterrorizante. De qualquer forma, teria sido necessário, de alguma modo, cortar ou evitar as barreiras de corrente, ou então ser detido sob a artilharia paraguaia indefinidamente. De acordo com o Buenos Ayres Standard: Oficiais navais americanos, ingleses e franceses experientes, que haviam visto Humaitá, inspecionaram a posição e passaram pelas baterias, concordaram unanimemente com sua extrema força.

### Dissensões entre os comandos

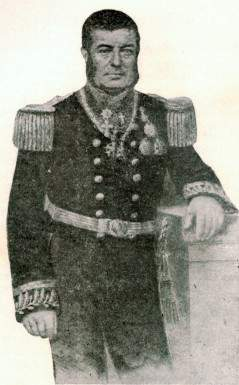
Joaquim José Inácio: um homem doente, "um fantasma de um almirante".

A Argentina e o Brasil eram inimigos tradicionais. A aliança entre eles era como "cão e gato", só aconteceu porque López declarou guerra a ambos; estava repleto de desconfiança e antagonismo velado. Por razões políticas, o general argentino Bartolomé Mitre era nominalmente comandante-em-chefe, mas isso era ruim para o Brasil, cujas forças terrestres eram muito maiores; na realidade, Mitre teve que buscar consenso com os comandos brasileiro e uruguaio. Além disso, o Tratado da Tríplice Aliança estipulava que as forças navais (para todos os efeitos, a marinha brasileira, uma vez que as forças navais argentinas eram pequenas) deveriam estar "sob o comando imediato" do almirante brasileiro; e o governo brasileiro deixou claro que a marinha não receberia ordens de Mitre.
Durante a guerra, a marinha brasileira foi criticada por sua inércia. Foram os navios modernos e robustos da marinha brasileira que ficaram parados e permitiram que o exército paraguaio que estava se retirando escapasse através do rio Paraná em jangadas — junto com 100 mil cabeças de gado — sem fazer nada para detê-los. Essas mesmas embarcações foram desafiadas por duas chatas paraguaias (barcos rebocadas de fundo chato que montavam uma única arma). Embora o comando naval brasileiro tenha protestado alegando que águas rasas do rio exigiram cautela, o exército brasileiro e o imperador Pedro II ficaram enojados. Como resultado, Joaquim Marques Lisboa — o almirante Tamandaré — foi destituído de seu comando e Joaquim José Inácio (1808-1869) assumiu suas funções em 2 de dezembro de 1866.
O comando naval era objeto de desconfiança pelo general Mitre e a desconfiança era mútua, pois os comandos brasileiros, militares e navais, suspeitavam que os argentinos ficariam muito satisfeitos se a marinha brasileira fosse destruída na guerra, já que enfraqueceria o poder brasileiro na região do rio da Prata. Quanto mais Mitre pedia que a marinha fosse ousada, mais eles suspeitavam dele. Na prática, Mitre nunca tentou dar ordens diretas à marinha brasileira, em vez disso, tentou persuadi-la através do comandante das forças em terra do Brasil.

### O envelhecimento do comando naval
O novo almirante Joaquim José Inácio teve uma carreira de luta distinta e corajosa nos dias da marinha de mar aberto. Mas ele não havia estado no mar por anos, seguindo uma carreira como burocrata e depois como político. No Paraguai, Inácio ficou doente, prematuramente velho, um  "fantasma de um almirante", como diz o historiador Francisco Doratioto. De acordo com Arthur Silveira da Motta, comandante do encouraçado Barroso "a maioria do comando naval sênior mostrou-se ser incompetente para o serviço de guerra, seja pela idade avançada ou por anos de serviços sedentários" uma afirmação com a qual Doratioto estava inclinado a concordar.

## Dificuldades enfrentadas pelo Paraguai
O Paraguai estava lutando em seu território; seus artilheiros eram bons; poderiam construir grandes canhões em fundições situadas em Assunção e Ibicuy; e observadores estrangeiros — incluindo os aliados — foram unânimes em afirmar que seus homens eram soberbamente guerreiros corajosos. No entanto, no início da guerra, o contato com mundo exterior foi cortado pelo bloqueio naval brasileiro e tiveram que se contentar apenas com os recursos que existiam no país.

### Nenhum encouraçado
Em particular, o Paraguai não possuía um único navio encouraçado. Haviam encomendado couraças a estaleiros britânicos e franceses, mas López atacara o Brasil e a Argentina sem esperar que eles fossem entregues. Por causa do bloqueio, ele parou de fazer os pagamentos. O Brasil negociou a compra dos mesmos, adquirindo os encouraçados Bahia, Colombo, Lima Barros, Cabral  e Silvado, todos originalmente destinados ao Paraguai. De acordo com Burton, era a opinião geral de que, com apenas um encouraçado, o Paraguai poderia ter limpado o rio.

### Armamento pouco perfurante
O Paraguai também tinha poucas peças de artilharia de tiro perfurante. Segundo o diplomata Gregorio Benítes, que representou o Paraguai no exterior durante a guerra:
Se o marechal López não tivesse sido precipitado em aceitar a guerra, para a qual foi provocado pelo Império do Brasil, e se tivesse dado tempo suficiente para receber os grandes monitores e armamentos que havia encomendado na Europa, entre estes umas 36 peças de artilharia costeiras feitas no sistema Krupp, contratadas na Alemanha com a intervenção pessoal do signatário, então nem um único soldado de água doce teria sido capaz de atacar as fortalezas supracitadas com sucesso, se elas tivessem sido armadas com aquela poderosa artilharia.

De fato, quem quer que tenha alguma ideia do formidável poder da artilharia Krupp, entenderá que tais canhões estando montados nas baterias de Curuzú, Curupaity e Humaitá, a tríplice aliança não teria um único encouraçado que pudesse se aventurar sob seus fogos, certos do desastre. Além disso, López deixou tarde demais para solicitar essas armas; de modo que o Barão de Itajubá, o diplomata brasileiro acreditado em Berlim, ao descobrir a aquisição desses canhões em nome do Paraguai, fez uso de seu direito sob o direito internacional para exigir a detenção da dita artilharia.
— Gregorio Benítes

## Iniciativa aliada
Em 5 de agosto de 1867, Bartolomé Mitre apresentou um plano a seu subordinado, o comandante das forças terrestres brasileiras Marquês de Caxias. O principal ponto era a captura de Humaitá, cortando suas linhas de comunicação: as forças terrestres iriam flanquear a fortaleza a leste e as forças navais interditariam as comunicações fluviais. Para que isso fosse feito, as forças navais brasileiras teriam que forçar a passagem do rio. Caxias concordou e ordenou ao almirante brasileiro Joaquim José Inácio que prosseguisse. Mas este último não estava muito confiante na missão: Humaitá era um ponto muito forte e, se a esquadra brasileira conseguisse ultrapassá-lo, como se comunicaria com sua base avançada atualmente em Curuzú? Ficariam presos.
Caxias ficou impressionado com o raciocínio de Inácio e contou a Mitre. Mitre foi mais uma vez insistente, e seguiu-se uma correspondência na qual, posteriormente, o almirante brasileiro concordou em atacar as fortificações de Curupaiti — a poucos quilômetros abaixo do rio — e, se ele passasse por lá, atacaria Humaitá em uma data posterior.

## Passagem de Curupaiti
Curupayty era um conjunto de fortificações e trincheiras, alguns quilômetros rio abaixo da fortaleza de Humaitá, e parte do complexo defensivo de Humaitá. Ficava na esquina do Quadrilátero — a linha de terraplenagem que protegia Humaitá do confinamento em seu lado terrestre — no local onde ocorrera a desastrosa batalha terrestre. Só a sua artilharia fluvial continha 35 armas pesadas; de fato, os paraguaios tinham parcialmente pilhado Humaitá de suas armas para reforçar Curupaiti. O maior canhão atirava uma munição de 10 polegadas (25 cm); foi chamado de El Cristiano (porque foi feito pela fusão dos sinos contribuídos por todas as igrejas do Paraguai).

### Os navios forçam a passagem

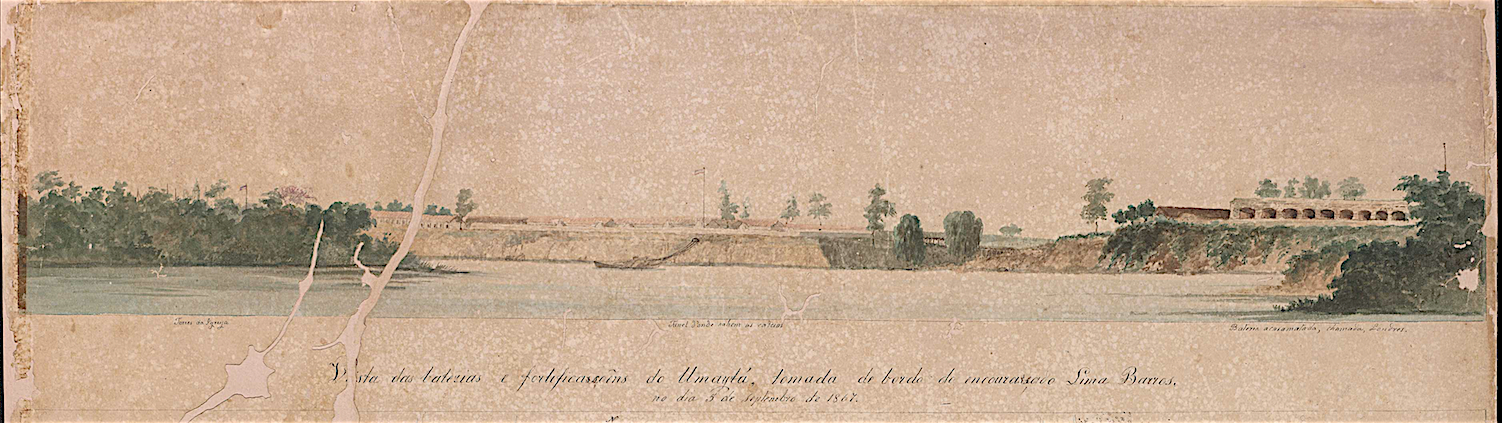
As barreiras de corrente à mostra (rolagem horizontal): Humaitá esboçado a partir do encouraçado Lima Barros dentro do alcance do telescópio, em 5 de setembro de 1867. A bateria Londres é visível à direita. Ao centro, abaixo do mastro da bandeira, a barreira: do túnel de tijolos na margem do rio, se estende até um suporte flutuante e desaparecendo embaixo d'água. No entanto, o "Lima Barros" observava a fortaleza em um ângulo inclinado e não conseguia ver a maioria das baterias. Ficavam à direita da imagem e precisavam ser ultrapassadas.

Amarrado ao lado do Brasil estava o mensageiro a vapor Lindoya (para ajudá-la a virar); O Colombo e Cabral cada um rebocou uma chata (barcaça de fundo chato)
Neste ponto, o rio tinha dois canais. Um era mais profundo, mas estava mais perto ("dentro do alcance de um tiro de pistola") das baterias inimigas, e a corrente era mais forte. No outro canal o risco de encalhar era muito maior; além disso, um desertor paraguaio afirmou que torpedos (minas) haviam sido colocados lá recentemente. Inácio optou por seguir pelo canal mais próximo das baterias, e sua escolha foi justificada. Enquanto as embarcações de madeira da marinha imperial forneciam fogo de supressão, os encouraçados atravessaram Curupaiti. Cada navio levou cerca de 40 minutos para passar.
Alguns navios ficaram muito danificados. Um tiro penetrou o Tamandaré através de uma de suas escotilhas matando ou ferindo 14 de sua tripulação. Seu motor foi danificado e parou, deixando-os à deriva sob as armas do forte; ele foi resgatado pelo Silvado, que lhes jogou um cabo e levou-os a reboque. O comandante do Tamandaré Elisário Barbosa perdeu seu braço esquerdo. Segundo o comandante Kennedy RN, o acidente com o Tamandaré obrigou o Colombo, que seguia na popa, a parar os motores para evitar um choque entre as embarcações. A forte correnteza os colocou lado a lado, tornando a manobrabilidade impossível. O Colombo aproximou-se dos canhões paraguaios, o que causou sérios danos antes que ele pudesse sair de sua posição perigosa. Havia 25 baixas brasileiras incluindo três mortos. Os encouraçados, tomando o canal mais próximo dos canhões paraguaios, escaparam de um perigo mais sério, pois logo após a passagem foram encontrados vários torpedos no outro canal. Por este feito, em 27 de setembro, Joaquim Inácio recebeu o nobre título de Barão de Inhaúma.
De acordo com Thompson, López havia explicado que ele permitiu que a frota passasse Curupaiti propositalmente, visto que seria uma armadilha para privá-los de suprimentos levando-os à fome, e que logo teria que repassar Curupaiti, onde iria afundá-los. O jornal do governo paraguaio El Semanario de Avisos e Conocimienters Útiles reivindicou uma vitória, escrevendo: "A esquadra brasileira está ferida no coração, e temos uma parte de seus encouraçados aprisionados entre Curupaiti e Humaitá, desprovida de recursos, sem meios de reparação e entregue à fúria do nosso canhão, o resto terá que vir em seu auxílio, e seguir o mesmo caminho de vergonha e derrota ". E "Os encouraçados devem agora fazer todos os esforços para se repararem, mas os impactos causados pelo sólido disparo de Curupaiti não podem ser reparados, exceto nos arsenais, e nenhum deles pode ser encontrado entre Curupaiti e Humaitá."
| Divisão                         | Navio                                    | Origem | Comandante            |
| ------------------------------- | ---------------------------------------- | ------ | --------------------- |
| 1ª Divisão (Tôrres o Alvim)     | Cabral                                   | P      | Gerônimo Gonçalves    |
| 1ª Divisão (Tôrres o Alvim)     | Barroso                                  | N/A    | Silveira da Mota      |
| 1ª Divisão (Tôrres o Alvim)     | Herval                                   | N/A    | Mimede Simões         |
| 1ª Divisão (Tôrres o Alvim)     | Silvado                                  | P      | Macedo Coimbra        |
| 1ª Divisão (Tôrres o Alvim)     | Lima Barros (Navio-almirante de divisão) | P      | Garsino de Sá         |
| 2ª Divisão (Rodrigues da Costa) | Brasil (Capitânia)                       | N/A    | Salgado               |
| 2ª Divisão (Rodrigues da Costa) | Mariz e Barros                           | N/A    | Neves de Mendonça     |
| 2ª Divisão (Rodrigues da Costa) | Tamandaré                                | N/A    | Elisiário Barbosa     |
| 2ª Divisão (Rodrigues da Costa) | Colombo                                  | P      | Bernardino de Queiroz |
| 2ª Divisão (Rodrigues da Costa) | Bahia (Navio-almirante de divisão)       | P      | Pereira dos Santos    |

## As barreiras de corrente impedem Inácio

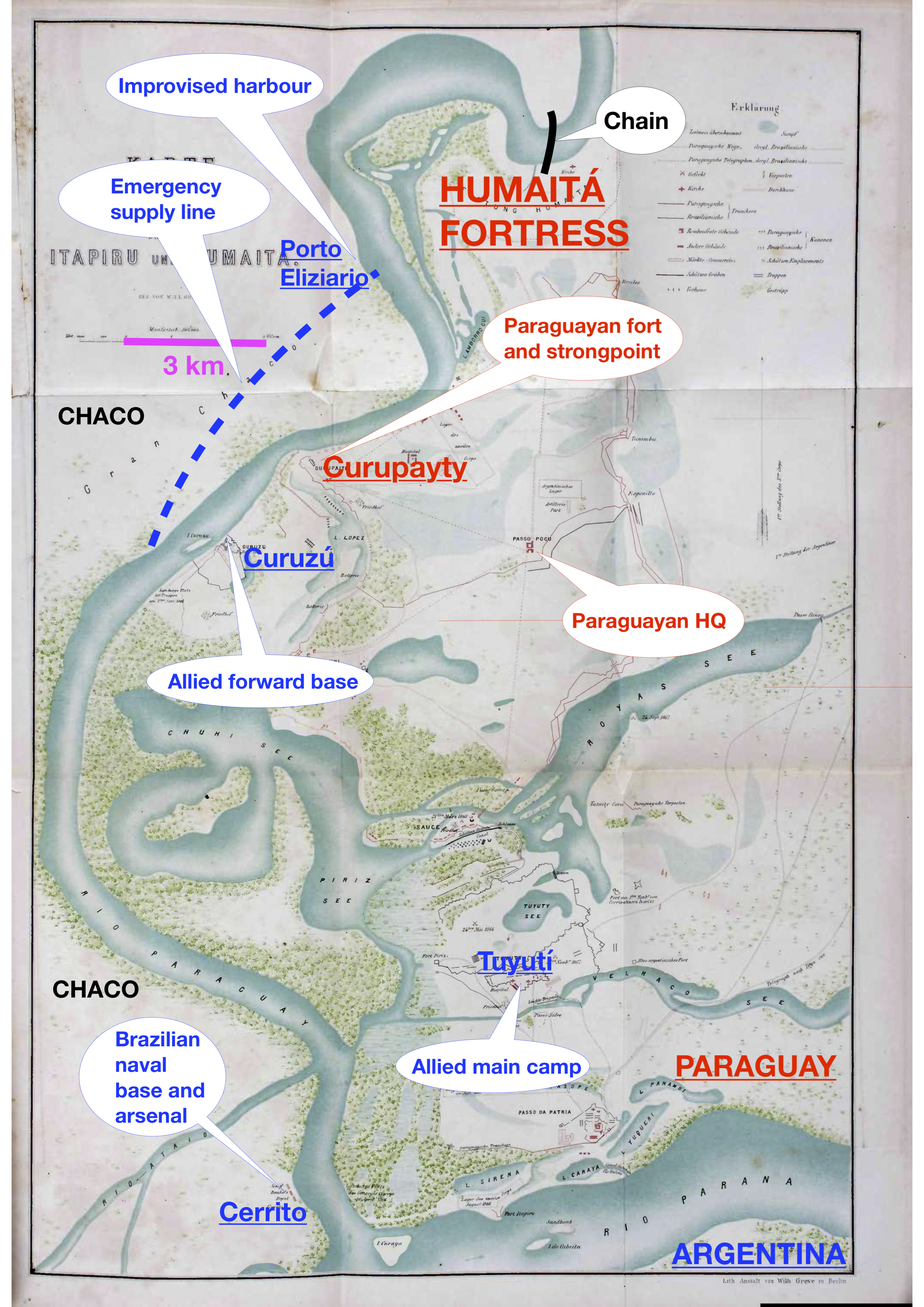
Humaitá, no final de 1867, com os couraçados presos acima de Curupaiti. Os encouraçados atracaram no porto Elisário e foram abastecidos por uma rota de emergência pelo quase intransponível Chaco.

Joaquim José Inácio enviou o Barroso rio acima para reconhecimento de Humaitá; ele relatou que o rio estava de fato bloqueado por uma barreira de três correntes paralelas flutuando em pontões. Havia algum conhecimento militar sobre isso. De acordo com um trabalho profissional publicado alguns anos antes pelo Corpo de Engenheiros Reais em Dublin; um navio a vapor pesado poderia quebrar praticamente qualquer corrente, desde que estivesse se movendo rápido o suficiente; por essa razão, era prudente que os defensores estabelecessem três correntes — quebrar o primeiro reduziria a velocidade do navio. O jornal disse que um navio de mil toneladas a vapor, a 15 nós, poderia romper uma corrente de ferro de 2,5 polegadas. Os aliados não tinham conhecimento do diâmetro das correntes; o maior couraçado (Brasil) era de 1 500 toneladas, mas sua velocidade máxima era de apenas 11.3 nós; ele estaria navegando contra uma corrente adversa de até três nós.
Em suas memórias, o ministro da marinha relatou que tinha conhecimento de que seus navios teriam que avançar em fila única no canal estreito: se o primeiro não conseguisse romper a corrente, não poderia voltar nem virar, nem recuperar-se o suficiente para uma segunda tentativa. Os navios ficariam presos sob a mira dos canhões de Humaitá. Além disso, os brasileiros temiam que os paraguaios, que estavam desesperados em tomar um dos encouraçados brasileiros, tentassem abordar a embarcação isolada com táticas de embarque. Havia métodos alternativos, um tanto heroicos, de cruzar as correntes, como o envio de um pequeno destacamento, apoiado pela artilharia. Prender a casa de corrente ou explodi-la era outro método. Ambos os métodos foram instados aos brasileiros pelo general Mitre, mas não foram explorados.

Finalmente: nas atuais circunstâncias revolucionárias das Repúblicas do Rio da Prata, conhecendo seus sentimentos sobre o Império do Brasil, é prudente arriscar a parte mais importante da nossa Marinha para uma certa e inevitável ruína, sem nos convencermos que evitaríamos um mal maior, ou daria sucesso à nossa causa e triunfo aos nossos braços?

—Tasso Fragoso.
Acredita-se que Inácio estava com depressão; em 30 de agosto, enviou a seus comandantes subordinados um questionário sobre a viabilidade de se passar Humaitá; as perguntas sugeriam as respostas que ele desejava receber, Inácio informou Caxias: "Não vou arriscar a frota". Em 26 de agosto, Caxias disse a Mitre que, em breve, a frota precisaria se retirar novamente abaixo do Curupaiti; nessas circunstâncias, seria uma "imprudência imperdoável" tentar passar Humaitá; assim, ele ordenaria a retirada para sua posição original. Seguiu-se uma discussão entre Mitre e Caxias, na qual o comandante-chefe nominal e seu subordinado nominal argumentavam na linguagem diplomática da época; Mitre lembrou-o das ocasiões em que a marinha os havia decepcionado. Descer para abaixo do Curupaiti novamente os faria parecerem fracos, bem como exporia os couraçados ao fogo de bateria, torpedos e ao risco de apreensão por abordagem. Segundo George Thompson, se os encouraçados tentassem passar Humaitá naquele ponto, teriam enfrentado apenas três canhões de oito polegadas e seis canhões de 32 libras; as outras armas tinham sido tomadas para reforçar Curupaiti.

## Encouraçados presos entre Curupaiti e Humaitá

### Linha regular de navios pelo rio Paraguai
Em 4 de outubro de 1867, o ministro da marinha Affonso Celso de Assis Figueiredo por ordem, estabeleceu um serviço de linha do Rio de Janeiro, exclusivamente para abastecer a marinha brasileira no Paraguai. Usando quatro navios a vapor, agendou viagens, em todos os caminhos, nos dias 15 e 30 de cada mês. Do Rio de Janeiro, os vapores pararam para o fornecimento de carvão em Montevidéu, Uruguai, e depois seguiam para Corrientes, na Argentina, para deixar a correspondência antes de seguir para o arsenal naval de Cerrito, perto da foz do rio Paraguai. De acordo com as memórias de Afonso Celso, o que quer que o vice-almirante brasileiro pedisse era imediatamente fornecido pelo rio.

### Ferrovia através do chaco

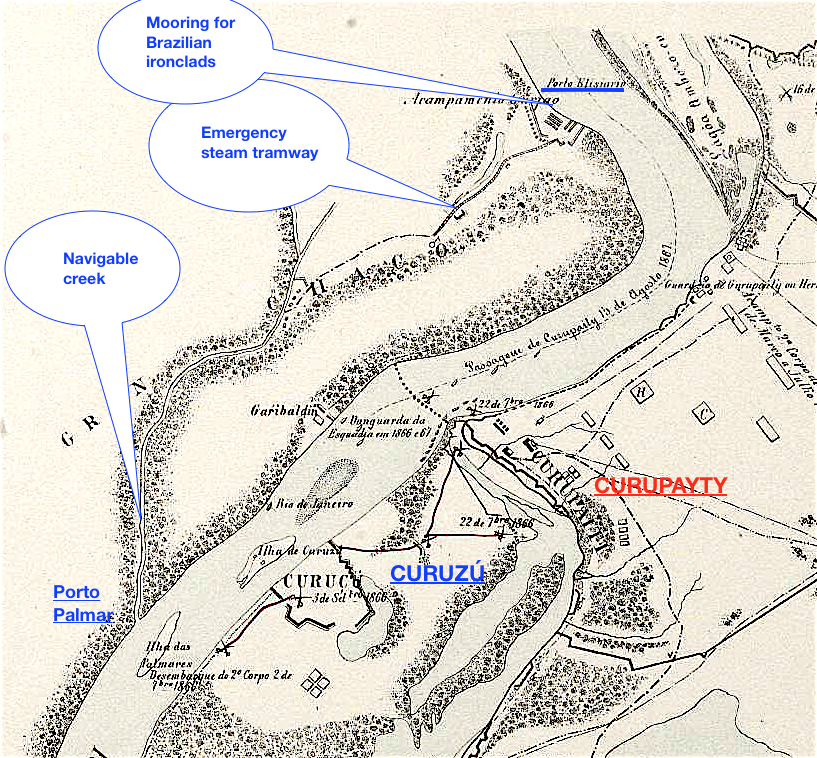
Linha de emergência construída pela marinha brasileira através do Chaco para abastecer seus couraçados presos acima de Curupaiti: incluía um bonde a vapor cujos vagões quase flutuavam no chão pantanoso.

No entanto, desde que os couraçados foram barrados acima do forte de Curupaiti, o governo brasileiro imediatamente ordenou que a Marinha construísse uma linha de abastecimento através do Chaco. A linha de abastecimento, chamada Afonso Celso, em homenagem ao ministro da marinha, percorria entre dois portos improvisados na margem oeste do rio, ou seja, no interior, através do Chaco. Eles foram apelidados de "porto Palmar" (onde os navios de madeira estava ancorados, abaixo de Curupaiti) e "porto Elisário" (acima); ambos estavam fora do alcance dos canhões paraguaios. Os encouraçados ancoravam neste último. Foi possível viajar um tempo através de um riacho navegável chamado Quîá. De lá a Marinha Imperial, com grande esforço, construiu uma ferrovia militar. A princípio movida por tração animal, mais tarde por um motor a vapor improvisado, a linha carregava armas de artilharia, pequenos barcos a vapor e munição pesada, assim como carvão e outros suprimentos. Foi relatado que a linha transportava 65 toneladas de suprimentos por dia, seus vagões ficavam quase flutuando no chão pantanoso.

### Encouraçados bombardeiam Humaitá
Durante cinco meses os couraçados permaneceram nesta precária (e, do ponto de vista sanitário, deplorável) posição, frequentemente saindo para bombardear Humaitá, porém com pouco dano. A única instalação que se podia ver claramente era a igreja de San Carlos Borromeo, e eles dispararam contra ela. Burton escreveu: "Os brasileiros golpearam a igreja como um artilheiro anglo-indiano em um mastro de bandeira; e os paraguaios às vezes se divertiam consertando-a". Outra fonte diz que a igreja foi respeitada a princípio, mas depois foi bombardeada de propósito porque Caixas alegou que estava sendo usada como casa de pólvora e como uma torre de vigia. Suas ruínas ainda existem e são uma atração turística. De acordo com Arthur Silveira da Motta, o almirante Inácio ficou na inércia, raramente deixando sua cabine a bordo do Brasil, escrevendo artigos pitorescos para o semanário Semana Illustrada sob o pseudônimo de Leva-Arriba, "um pseudônimo que as circunstâncias não permitiram que ele confirmasse suas façanhas".

### Os suportes das correntes são afundados
De acordo com a doutrina militar, uma barreira de correntes nunca deveria repousar sobre suportes flutuantes ocos, pois o inimigo poderia facilmente afundá-los. A corrente deve ser presa a suportes flutuantes sólidos; toras grossas de madeira ou mastros de navios condenados eram recomendados. Este detalhe iludiu o projetista de Humaitá. Nas palavras do tenente-coronel George Thompson, do exército paraguaio, as correntes eram "apoiados em um número de canoas, e em três pontões. Os encouraçados atiraram por três meses nesses pontões e canoas, afundando todos eles, quando, claro, a corrente foi para o fundo, já que o rio tem cerca de 700 jardas de largura, e a corrente não podia ser esticada sem suportes intermediários. A corrente foi assim enterrada cerca de dois pés sob a lama do rio, não oferecendo nenhum obstáculo para a navegação."

## Preparativos dos paraguaios

### Abastecimento através do Chaco

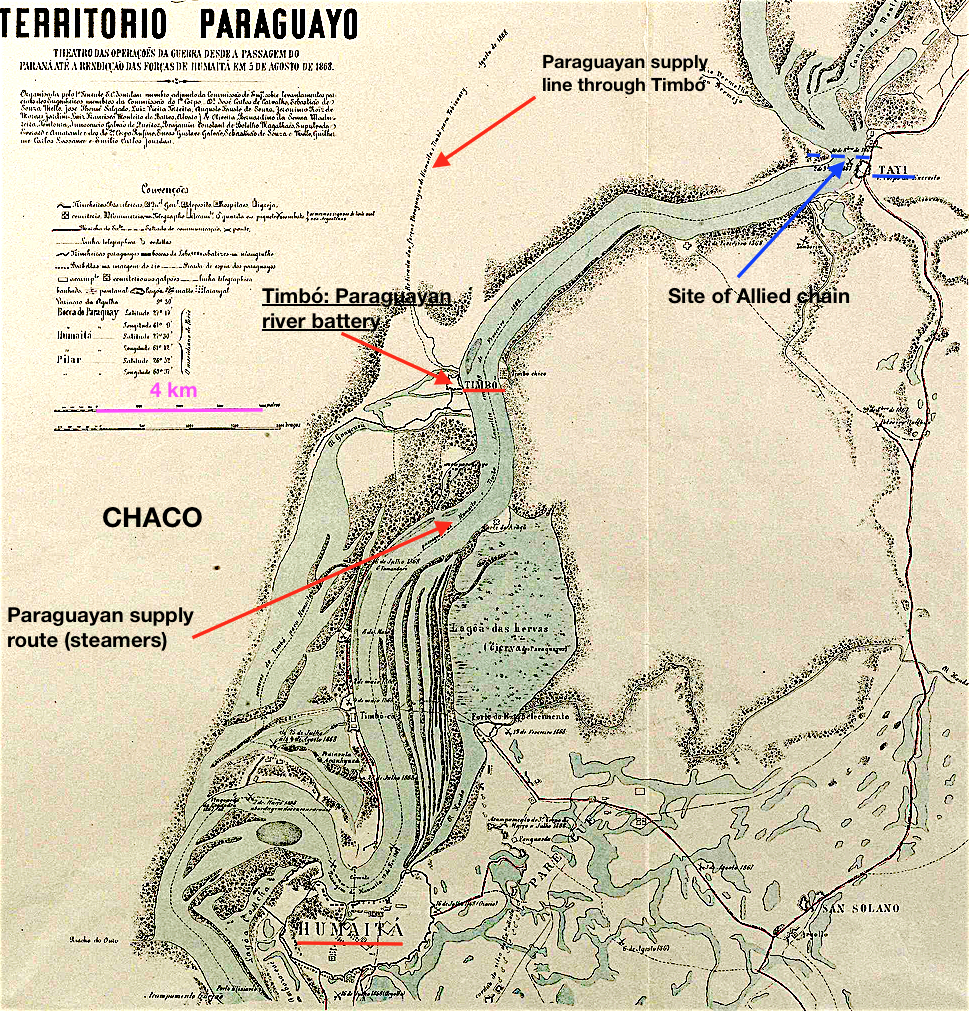
A cena ao norte de Humaitá no final de 1867: os aliados bloquearam o rio em Tayí, mas o Paraguai construiu uma estrada através do Chaco até Timbó. De lá, duas embarcações a vapor reabasteceram a fortaleza.

Mesmo antes da passagem da Curupaiti, Francisco Solano López começou a construir uma estrada pelo Chaco para abastecer Humaitá. Terminava em Timbó, o local mais próximo na margem oposta, onde um desembarque poderia ser alcançado. Apesar da natureza espantosa do terreno, a estrada percorria 87 km. A maior parte dela passava por lama profunda; o rio Bermejo tinha que ser atravessado e cinco outras correntes profundas. Os vapores paraguaios Tacuarí e Ygurey realizaram todo o trabalho de transporte entre Timbó e Humaitá, desembarcando em frente à igreja e fora da vista dos couraçados brasileiros. Assim, mesmo quando os aliados alcançaram Humaitá por terra, Caxias podia ver os vapores paraguaios abastecendo Humaitá.

### Armas de Curupaiti
Como os couraçados não mostravam sinais de recuo abaixo de Curupaiti, os paraguaios tiveram tempo de remover quase todas as suas armas pesadas, transportá-las por terra e montá-las no próximo obstáculo, Humaitá. George Thompson comentou: "De modo que a frota, por sua infeliz lentidão, teve que passar novamente pelas mesmas armas em Humaitá."

### Baterias em Timbó
No início de fevereiro de 1868, López enviou George Thompson para iniciar uma bateria em Timbó. Ele colocou seis canhões de oito polegadas (20 cm) e oito canhões de 32 libras. A margem do rio Paraguai no lado do Chaco é baixa, então as armas foram colocadas em plataformas de madeira.

## Decisão de forçar a passagem de Humaitá

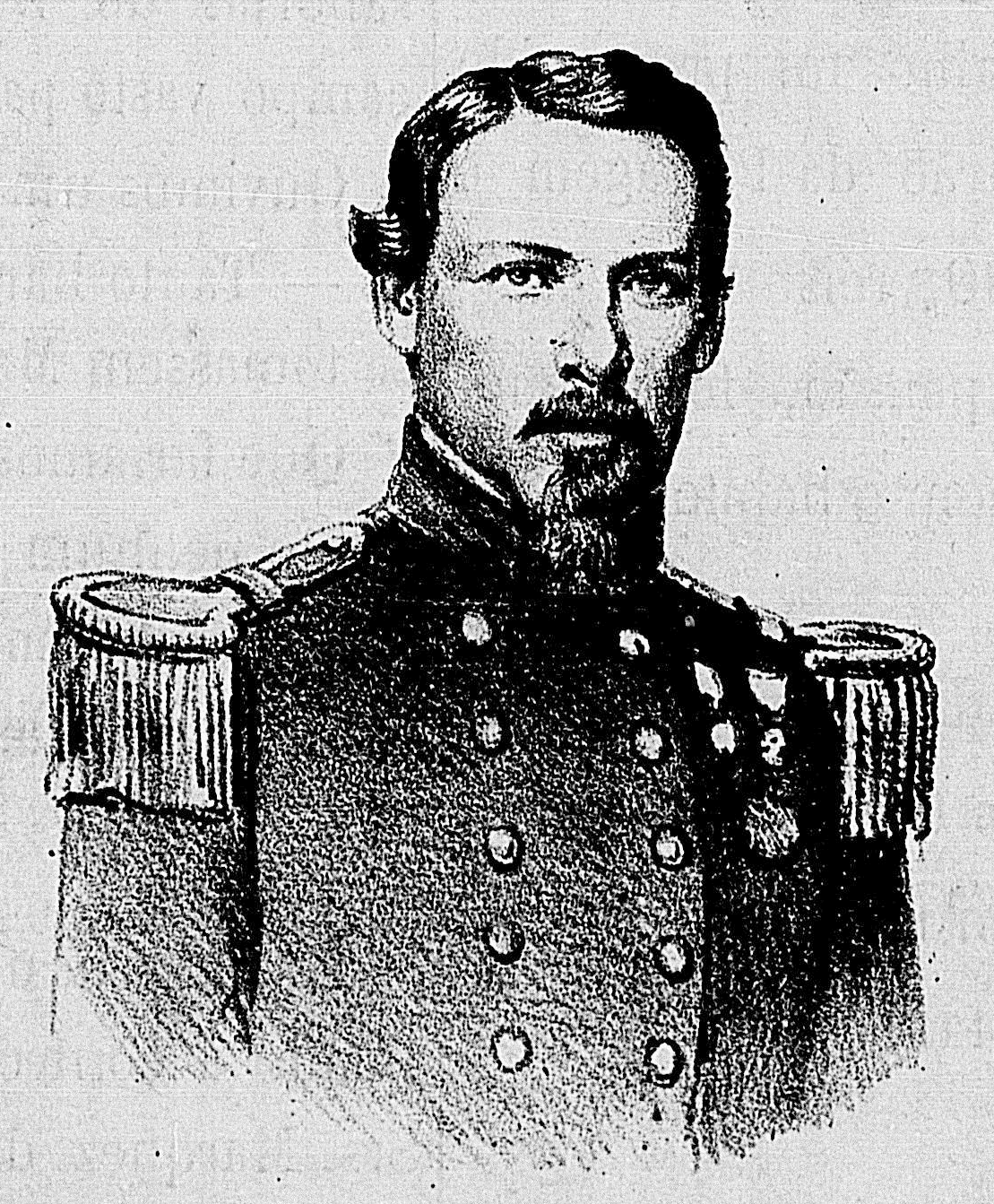
O oficial em comando, Delfim Carlos de Carvalho, a quem foi dado o nobre título de Barão da Passagem por conseguir forçá-la.

Em 14 de março de 1868, Bartolomé Mitre deixou o Paraguai pela última vez, voltando a assumir a liderança da Argentina, tendo o vice-presidente argentino morrido de cólera. O comando geral das forças aliadas, militares e navais, era agora brasileiro. Além disso, os novos monitores Pará, Alagoas e Rio Grande chegaram ao Paraguai, conforme solicitado por Inácio. O governo brasileiro continuou exortando Inácio a tentar a passagem de Humaitá. A essa altura, as forças terrestres aliadas haviam executado uma manobra estratégica de flanqueamento, contornando o complexo de Fortaleza a leste, e finalmente voltando à margem do rio Paraguai em Tayí, bem ao norte de Humaitá. A fortaleza estava agora inteiramente bloqueada por terra, mas ainda podia ser abastecida pelo rio.
Para tentar impedir isso, os aliados estenderam barreiras através do rio, acima de Humaitá, nas proximidades de Tayí. No entanto, os paraguaios continuaram abastecendo Humaitá de qualquer maneira, do lado do Chaco, usando a estrada que haviam feito anteriormente a Timbó na margem oposta. De Timbó a Humaitá era uma curta viagem fluvial a vapor, na qual o Paraguai utilizava dois navios. Em fevereiro de 1868, o rio subiu para um nível excepcionalmente alto, mas então começou a diminuir no dia 16, recuando alguns centímetros. Inácio não tentava arrumar desculpas. Porém ele não estava preparado para liderar a esquadra além de Humaitá porque ainda considerava a façanha impossível. Seu genro Delfim Carlos de Carvalho (1825-1896) se ofereceu para liderar a esquadra.

## Chegam os monitores

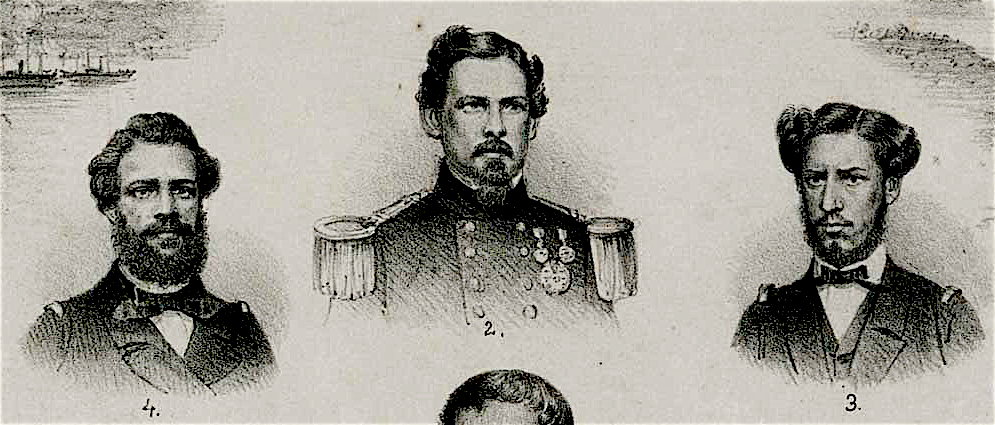
Heróis da Passagem de Humaitá (da esquerda para direita): Artur Silveira da Mota (que comandou o primeiro navio); Carlos de Carvalho (comandante divisional); Joaquim Mauriti.

Em 12 de fevereiro de 1868, chegam ao baixo Curupaiti os monitores Alagoas, Pará e Rio Grande. Estas embarcações foram construídas no estaleiro da Marinha Imperial no Rio de Janeiro e foram projetadas pelo arquiteto naval brasileiro Napoleão João Baptista (1828-1915) para tentar a passagem de Humaitá. Os navios eram propulsionados por dois motores a vapor de ação direta, cada um acionando uma hélice de 1,3 metro (4 pés e 3 pol), tinham um revestimento de blindagem de 10 cm e ficavam a apenas 30 cm de distância da água. Possuíam um canhão rotativo de cano curto Whitworth de 70 libras. Apenas seis meses após a passagem de Humaitá, o autor e explorador capitão sir Richard Burton esteve em Humaitá, e escreveu:
Nós inspecionamos o Alagoas, uma embarcação fluvial eficiente, projetando quatro pés e dez polegadas, com motores de alta pressão, que ofegam e sopram como os de uma ferrovia, e armados como o Rio Grande e o Pará, com cano de 70 libras. carregando Whitworths ... As tripulações contavam entre trinta e seis e trinta e nove homens, dos quais quatro trabalham na torre e quatro nas armas. A torre, cuja invenção pertence ao capitão Cowper Coles, foi feita oval, uma melhoria, segundo os brasileiros, na torre circular. A espessura das placas de ferro variava de um mínimo de quatro e meia polegadas a um máximo de seis polegadas sobre a arma, cujo focinho encaixava bem na porta. Essa couraça era apoiada por dezoito centímetros de sucupira e peroba, mais rígidas e duráveis do que o nosso coração de carvalho.

Estes monitores prepararam-se para executar a manopla do forte Curupaiti. No entanto, eles precisaram fazer uma pausa para reparos e passaram em Curupaiti no dia 13.

## A passagem
Por volta do dia 16 de fevereiro, a ascensão do rio era enorme e havia rumores de que a esquadra pretendia forçar as baterias de Humaitá. No dia 17, o general Argolo recebeu ordens para realizar um ataque terrestre de distração no dia 19. O comando brasileiro escolheu uma tática diferente da que havia trabalhado anteriormente em Curupaiti. Desta vez, eles não tentaram uma corrida simultânea por numerosos navios, destinados a esmagar as armas paraguaias. Em vez disso, haveria uma sucessão de avanços independentes durante as horas da madrugada. Cada avanço, se bem sucedido, lançaria um foguete de sinalização. Os navios deviam proceder em pares: porque a corrente era forte, os monitores de rio raso, que tinham motores menores, seriam amarrados ao lado de um navio maior. A esquadra escolhida para forçar a passagem (19 de fevereiro de 1868) foi a seguinte, e procedeu nesta ordem:

### Primeiro avanço
| Navio      | Função                         | Tipo                | Deslocamento (normal) | Calado (média) | Cavalos de potência | Tripulação | Comandante               |
| ---------- | ------------------------------ | ------------------- | --------------------- | -------------- | ------------------- | ---------- | ------------------------ |
| Barroso    | Encouraçado de defesa costeira | Bateria central     | 1354 t                | 9,0 pés        | 130                 | 132        | Arthur Silveira da Motta |
| Rio Grande | Monitor fluvial                | Torre de artilharia | 490 t                 | 4,9 pés        | 30                  | 30         | Antônio Joaquim          |

Por volta das 4:00 horas, um foguete de sinalização lançado do Barroso anunciou que o primeiro par tinha passado com sucesso sobre as barreiras de corrente.

### Segundo avanço
| Navio             | Papel de Design                | Tipo                | Deslocamento (normal) | Calado (média) | Cavalos de potência | Tripulação | Comandante                         |
| ----------------- | ------------------------------ | ------------------- | --------------------- | -------------- | ------------------- | ---------- | ---------------------------------- |
| Bahia (capitânia) | Encouraçado de defesa costeira | Torre de artilharia | 1008 t                | 7,75 pés       | 140                 | 133        | Guilhereme José Pereira dos Santos |
| Alagôas           | Monitor fluvial                | Torre de artilharia | 490 t                 | 4,9 pés        | 30                  | 32         | Joaquim Antônio Cordovil Mauriti   |

Quando este par passava pela bateria do Cadenas, um tiro cortou o cabo pelo qual o Alagoas e o Bahia estavam presos, e eles se separaram. O Bahia foi liberado de suas obrigações as 04h50, mas o Alagoas desceu o rio. Segundo o relatório oficial de Inácio, o Alagoas foi ordenado a abandonar a tentativa; mas seu comandante (tenente Mauriti) ignorou as ordens "como Nelson em Copenhague". Ele então avançou sozinho contras as barreiras. Um tiro das baterias danificou seu motor, tendo que abandonar a tentativa uma segunda vez. Após os reparos, avançaram novamente sobre a barreira. Este monitor ficou sob fogo de artilharia por duas horas e assim permaneceu até as 05h30 quando conseguiu atravessar.

### Terceiro avanço
| Navio     | Papel de Design                | Tipo                | Deslocamento (normal) | Calado (média) | Cavalos de potência | Tripulação | Comandante                     |
| --------- | ------------------------------ | ------------------- | --------------------- | -------------- | ------------------- | ---------- | ------------------------------ |
| Tamandaré | Encouraçado de defesa costeira | Bateria central     | 980 t                 | 8,0 pés        | 80                  | 105        | Augusto César Pires de Miranda |
| Pará      | Monitor Fluvial                | Torre de artilharia | 490 t                 | 4,9 pés        | 30                  | 30         | Custódio José de Melo          |

### Detalhes

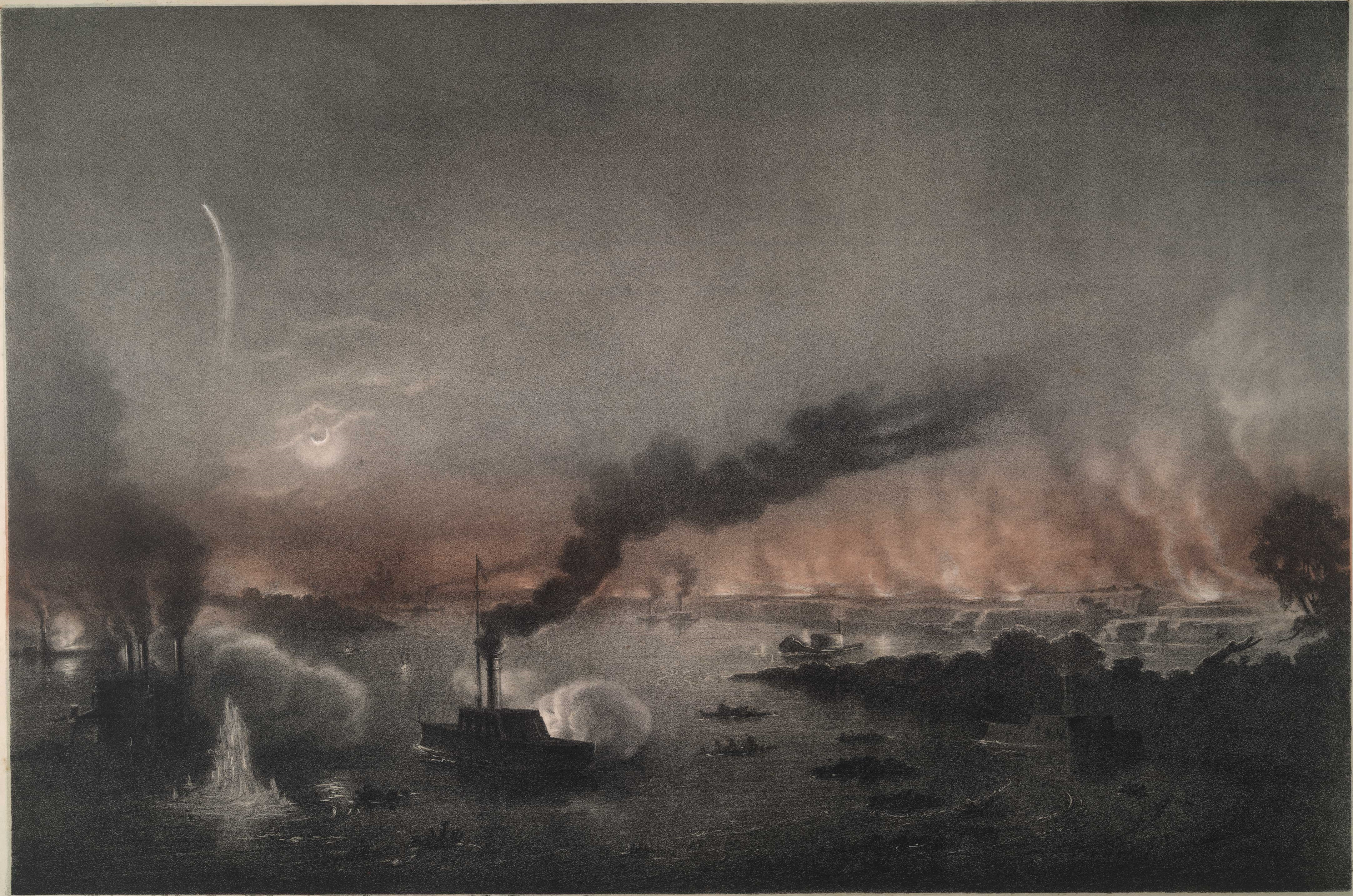
Passagem de Humaitá
Victor Meirelles

"As unidades de artilharia do Marechal dispararam enormes quantidades de projéteis quando a frota inimiga se aproximava", escreveu o professor L. Whigham. "Talvez cento e cinquenta armas estivessem disparando simultaneamente. O barulho era fantástico e durou mais de quarenta minutos." Nesta batalha ainda predominava os navios de madeira. Embora banhados a ferro, todos esses navios (exceto o Bahia) foram construídos em estruturas de madeira. Delfim Carlos de Carvalho comandou a partir da ponte do Bahia.Os encouraçados Lima Barros e Silvado forneceram fogo de supressão. Enquanto isso, as forças terrestres lançaram um ataque de distração ao reduto de Cierva. O comandante da fortaleza de Humaitá era o coronel Paulino Alén. O coronel Francisco J. Martinez e os comandantes de artilharia Pedro Gill, Remigio Cabral e Pedro Hermosa dirigiram as baterias do rio. Os paraguaios previram que a tentativa brasileira poderia ser feita durante a noite e, ao detectar o avanço dos encouraçados, soltaram foguetes ao longo da superfície da água para iluminar o rio. Eles também acenderam fogueiras em três pontos distintos na costa do Chaco: a luz era forte o suficiente para confundir os pilotos. O nível do rio estava tão alto que havia 12 a 15 pés de água sobre as correntes; a esquadra passou facilmente. Enquanto a expedição se mantinha perto do banco do Chaco, a maioria dos tiros atingiram a praia. Mesmo assim, os navios foram atingidos várias vezes. Os dois vapores de madeira que os paraguaios usavam para reabastecer Humaitá se esconderam em uma lagoa, e a esquadra brasileira passou sem notá-los.

### Surpresas em Timbó
Os brasileiros não sabiam que os paraguaios tinham estabelecido uma outra bateria a alguns quilômetros do rio em Timbó; quando eles passaram, a artilharia causou tanto danos à esquadra quanto Humaitá, porque esta bateria estava mais próxima da superfície do rio. Segue abaixo o número de impactos que os encouraçados receberam:
| Navio      | Nº de tiros atingidos em Humaitá | Nª de tiros atingidos em Timbó |
| ---------- | -------------------------------- | ------------------------------ |
| Barroso    | 4                                | 12                             |
| Rio Grande | 0                                | 6                              |
| Bahia      | 65                               | 80                             |
| Alagôas    | Indeterminado                    | 4                              |
| Tamandaré  | 0                                | cerca de 110                   |
| Pará       | 38                               | 25                             |

Em uma inspeção ao Alagoas seis meses depois, sir Richard Burton observou que o dano em sua blindagem era ainda visível.
Os parafusos eram com frequência arrancados e as chapas eram enterradas profundamente pelos canhões de 68 libras, como o pudim de ameixa do qual as "ameixas" haviam sido retiradas. Em alguns casos, haviam amassados e até perfurações pelo tiro de ponta de aço de Blakeley, do qual o marechal-presidente López tinha apenas uma pequena provisão. Nossos oficiais da Marinha relataram que os projéteis de ferro fundido quando atingiam a couraça, se espalhavam em fragmentos irregulares, formando uma chuva de ferro incandescente, e deixavam as armas sem atiradores. Os homens da bateria sempre sabiam quando uma bola atingiam as placas à noite, pelo flash luminoso que seguia o choque

Enquanto o Alagoas passava por Timbó, 20 canoas partiam da costa com paraguaios armados com a intenção de abordá-lo. Os paraguaios estavam atacando um encouraçado com canoas. (Quando isso foi relatado na imprensa de Buenos Aires, alguns estrangeiros pensaram que era um exagero do jornal.) Mas os paraguaios fizeram isso em mais de uma ocasião, sendo metralhados pelos couraçados.

### Sucesso: vítimas e danos

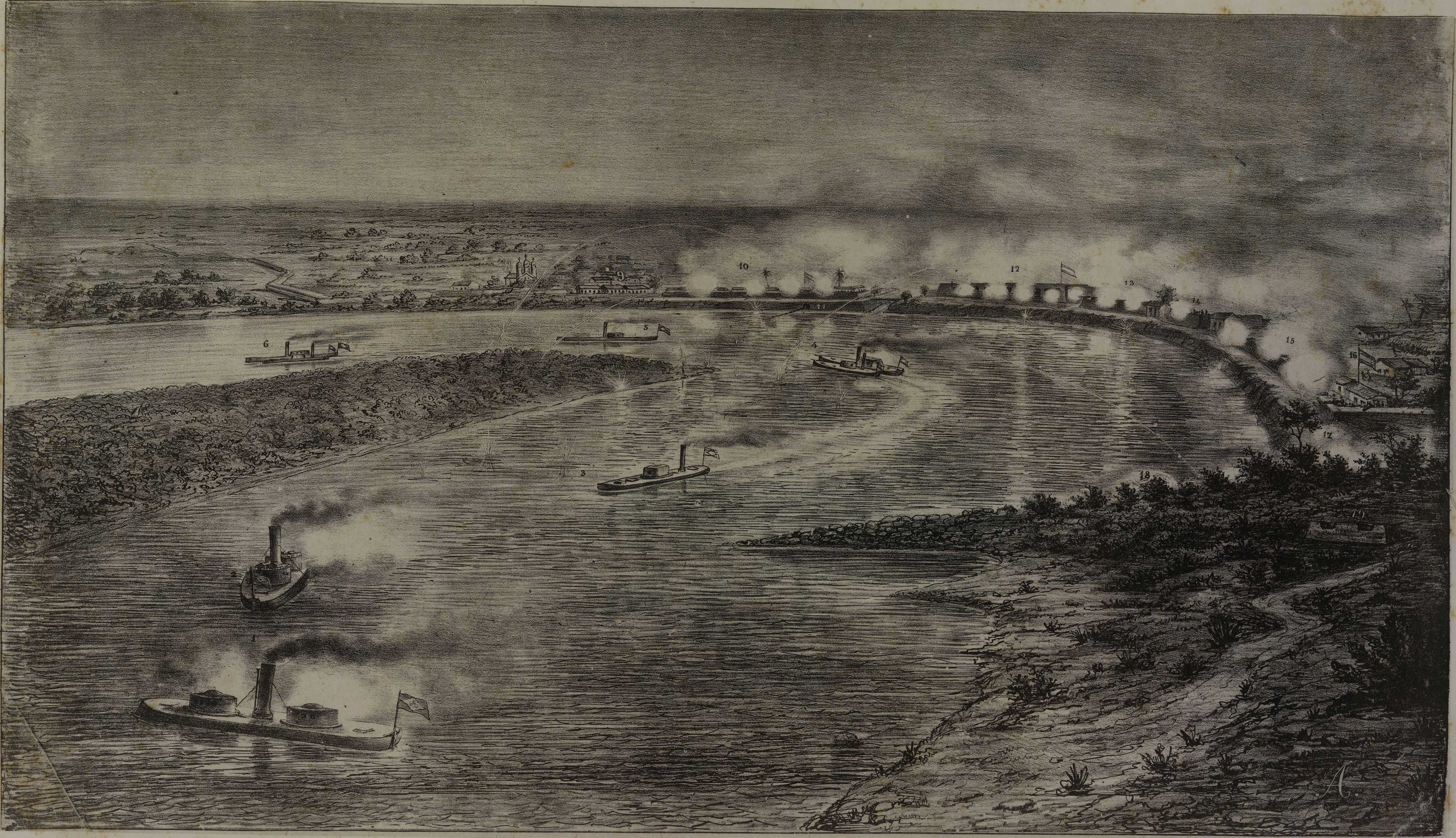
Passagem de Humaitá, efetuada na noite de 19 de fevereiro de 1868, pelos encouraçados Barroso, Bahia e Tamandaré, levando a reboque os monitores Rio Grande, Alagoas e Pará (Angelo Agostini, A Vida Fluminense, nº 11, 1868).

A esquadra conseguiu forçar a passagem de Humaitá. As baixas brasileiras foram: um navio gravemente danificado e nove levemente danificados. As baixas sofridas no ataque terrestre ao vale do Cierva (Estabelecimento Novo) foram muito maiores: as baixas do general Argolo chegaram a 1 200 homens. Alguns dos couraçados foram severamente danificados. O Tamandaré recebeu três tiros em seu arco e entrava cerca de seis polegadas de água por hora. Ela foi obrigada a encalhar de propósito na praia em Tayí para não afundar. O Alagoas e Pará tiveram seus componentes superiores retirados. Enquanto três navios pararam em Tayí para reparos, os outros (Bahia, Barroso e Rio Grande) avançaram em direção a Assunção. Mas López já havia dado ordens para que a capital fosse evacuada.

## Reação internacional

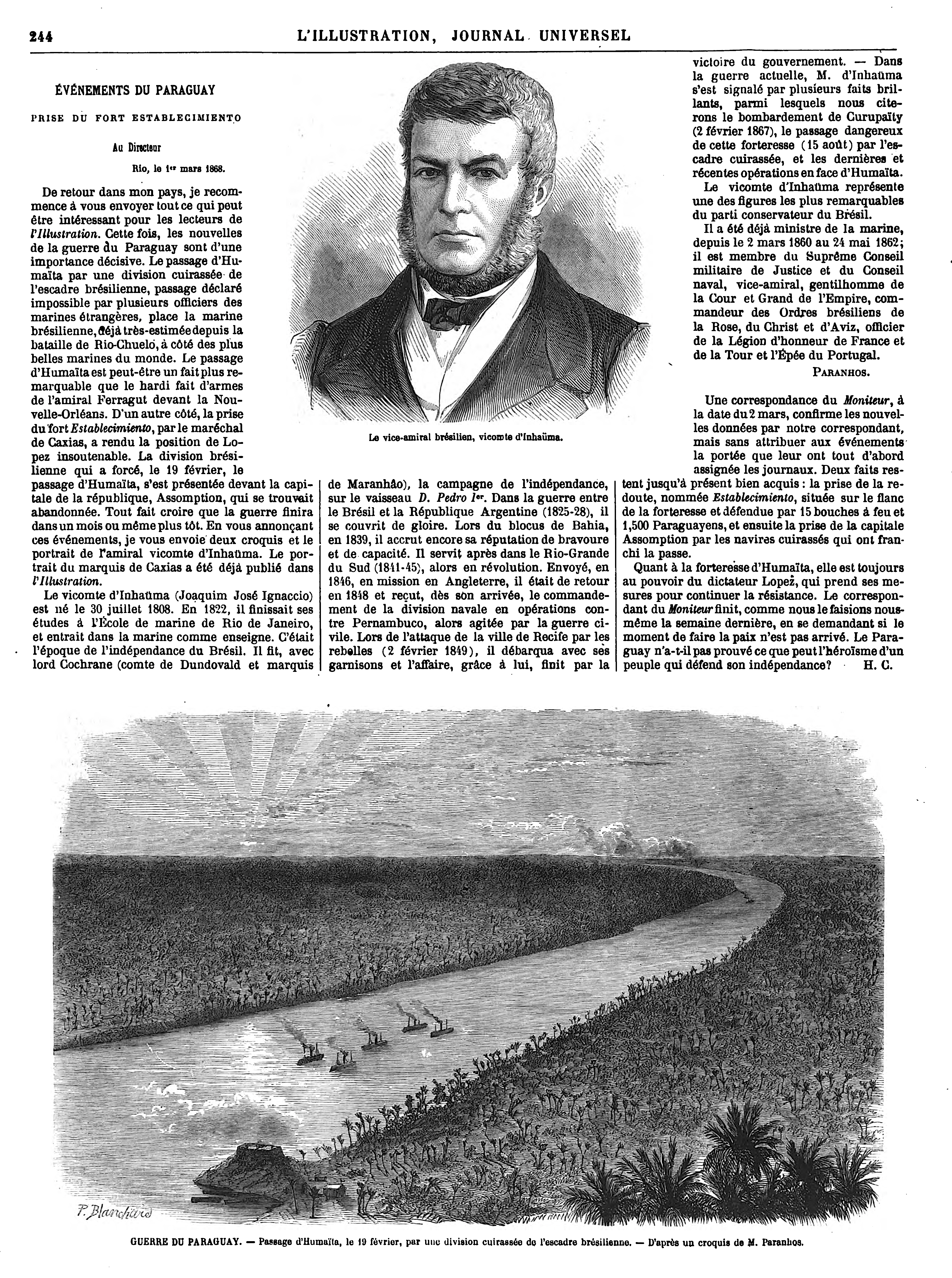
Golpe de propaganda na imprensa ilustrada de Paris: L'Illustration, Journal Universel, sábado, 18 de abril de 1868, página 244. Mas Inácio (gravura superior) não foi o herói da Passagem de Humaitá; e a ilustração de baixo foi de um esboço do futuro primeiro-ministro brasileiro, José Paranhos, extraído em grande parte de sua imaginação

### Impacto na imprensa
Em uma edição especial, o jornal Buenos Aires Standard versão editada na irlanda, escreveu:
O som dos canhões dos encouraçados brasileiros, uma vez que conseguiram forçar a passagem de Humaitá com sucesso, [têm] ecoado sobre este continente, e vai reverberar por toda a Europa. Nenhum evento de igual importância ocorreu nesta parte do mundo, durante a atual geração; e, para grande honra da bandeira brasileira, deve ser dito que a vitória naval alcançada é de todo modo digno de comparação com Aboukir ou Trafalgar... o Brasil fez jus a honra recebida.

O artigo elogiava a bravura e habilidade dos oficiais e homens brasileiros. O ministro americano no Rio de Janeiro encaminhou uma cópia ao secretário de Estado William H. Seward. Ainda no Rio de Janeiro, o ministro Britânico George Buckley Mateus, aconselhou o ministro dos Negócios Estrangeiros, lord Stanley:
[É] um feito que vai encontrar o seu lugar nos anais do militar e naval, ciência da idade, e que reivindica um alto padrão para a coragem e a disciplina da marinha do brasil.

A notícia chegou a Lisboa no dia 2 de abril e foi telegrafada para outras capitais europeias, provocando um aumento das ações brasileiras e argentinas. As notícias do Brasil e do Rio da Prata chegaram a Southampton no dia 6 de abril; no dia seguinte, o The Times of Londres publicou extensos extratos textuais descrevendo a passagem de Humaitá. Em uma época que ainda não tinha manchetes, o Glasgow Daily Herald começou seu relatório no topo da primeira coluna: "A GUERRA NA AMÉRICA DO SUL — A GRANDE FAÇANHA DOS ENCOURAÇADOS BRASILEIROS." Um artigo de um jornal claramente pró-paraguaio o Colburn's United Service Magazine and Naval and Military Journal  de Londres, admitiu que a marinha brasileira tinha "alcançado o que alguns excelentes especialistas de tais assuntos consideraram um feito praticamente impossível." Em Paris, L'Illustration, Jornal Universel dedicou uma página inteira sobre a batalha. Incluía uma gravura de Joaquim José Inácio (agora elevado à categoria de Visconde de Inhaúma), uma carta do diplomata José Paranhos, prevendo que a guerra terminaria em um mês, e uma representação da passagem de Humaitá, de um esboço desenhado principalmente da imaginação de Paranhos.

### A reação do público
No Brasil foi um "verdadeiro delírio". No Rio de Janeiro, bandas seguidas por multidões de pessoas festejaram nas ruas durante três dias. Em São Paulo, as casas foram iluminadas e um serviço de te deum foi ordenado para ser realizado na catedral. O próprio imperador achava que o fim da guerra estava próximo.

### Impacto financeiro sobre os aliados

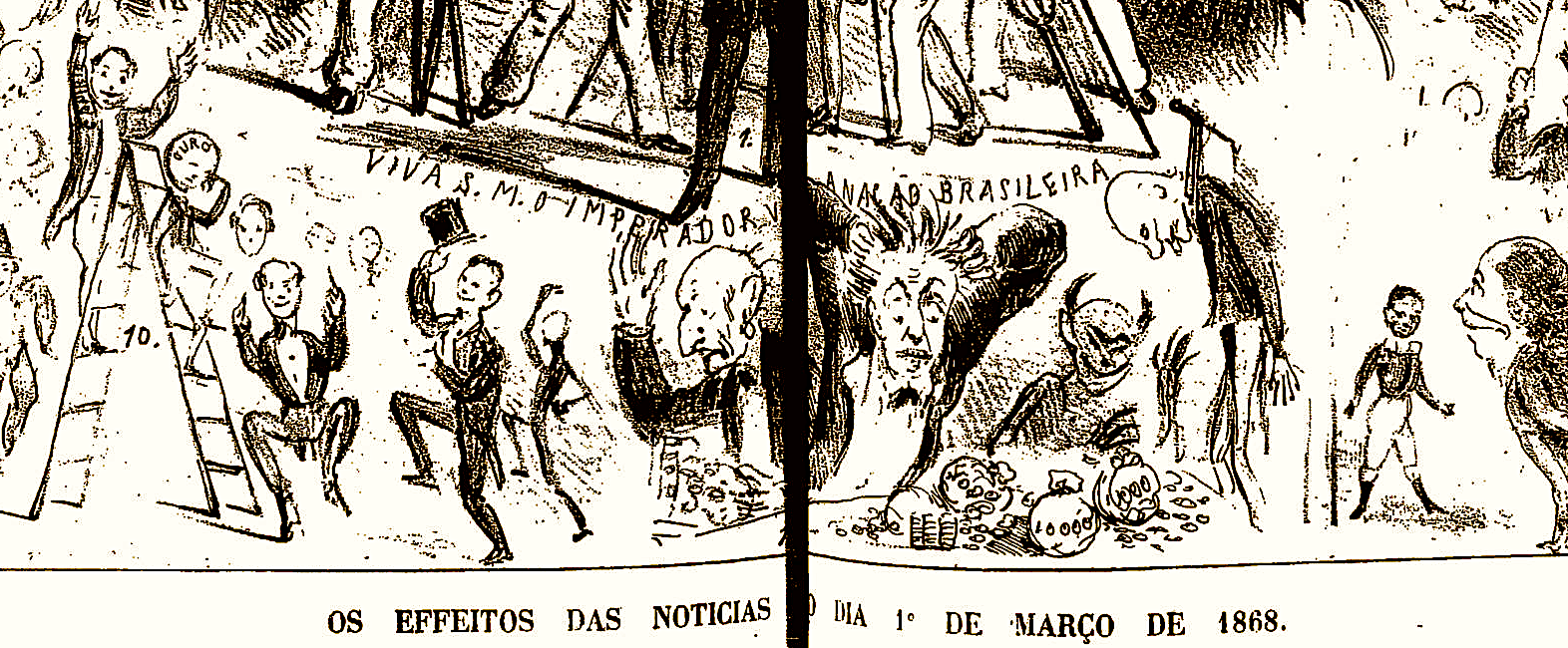
Impacto financeiro: neste desenho (detalhe), a moeda brasileira sobe, especuladores de ouro contemplam a ruína e o suicídio

A passagem de Humaitá chegou em um momento oportuno para o crédito financeiro do Brasil. Em seu relatório oficial ao Parlamento, o cônsul britânico no Rio de Janeiro observou que o papel-moeda brasileiro e o preço dos títulos do governo haviam caído para metade do seu valor pré-guerra e ainda estavam caindo. "Foi por um mero acidente que parou naquele momento. Um aumento no rio permitiu que a esquadra passasse Humaitá para fora do alcance das baterias [sic], e virou a maré da guerra, elevando a taxa de câmbio pelo uso de uma probabilidade de um início de cessação das hostilidades". Em maio de 1868, o Brasil, que anteriormente havia conseguido um empréstimo pequeno em Londres, conseguiu fazer um empréstimo de valor muito maior.
A Argentina - cujo crédito internacional naquela época era muito mais pobre do que o do Brasil, portanto não tinha a alternativa de contrair empréstimos estrangeiros num primeiro momento (exceto para financiamento de curto prazo) – desfrutou de um impulso semelhante. Enquanto em 1867 ela não conseguira obter um empréstimo de curto prazo em Londres, mesmo em condições muito onerosas, em julho de 1868 a notícia permitiu que ela o fizesse.

## Consequências
Devido a falta de um planejamento claro, permitiu-se que Francisco Solano López escapasse com boa parte de suas forças e artilharia pelo Chaco. De lá, ele improvisou outros pontos de resistência na margem esquerda do rio Paraguai e prolongou a guerra inutilmente. Ele deixou uma força esquelética para defender Humaitá, que foi capturado em 25 de julho de 1868. Longe da previsão de Paranhos de um término do conflito em um mês, a guerra ainda duraria mais dois anos.

## Apreciação historiográfica

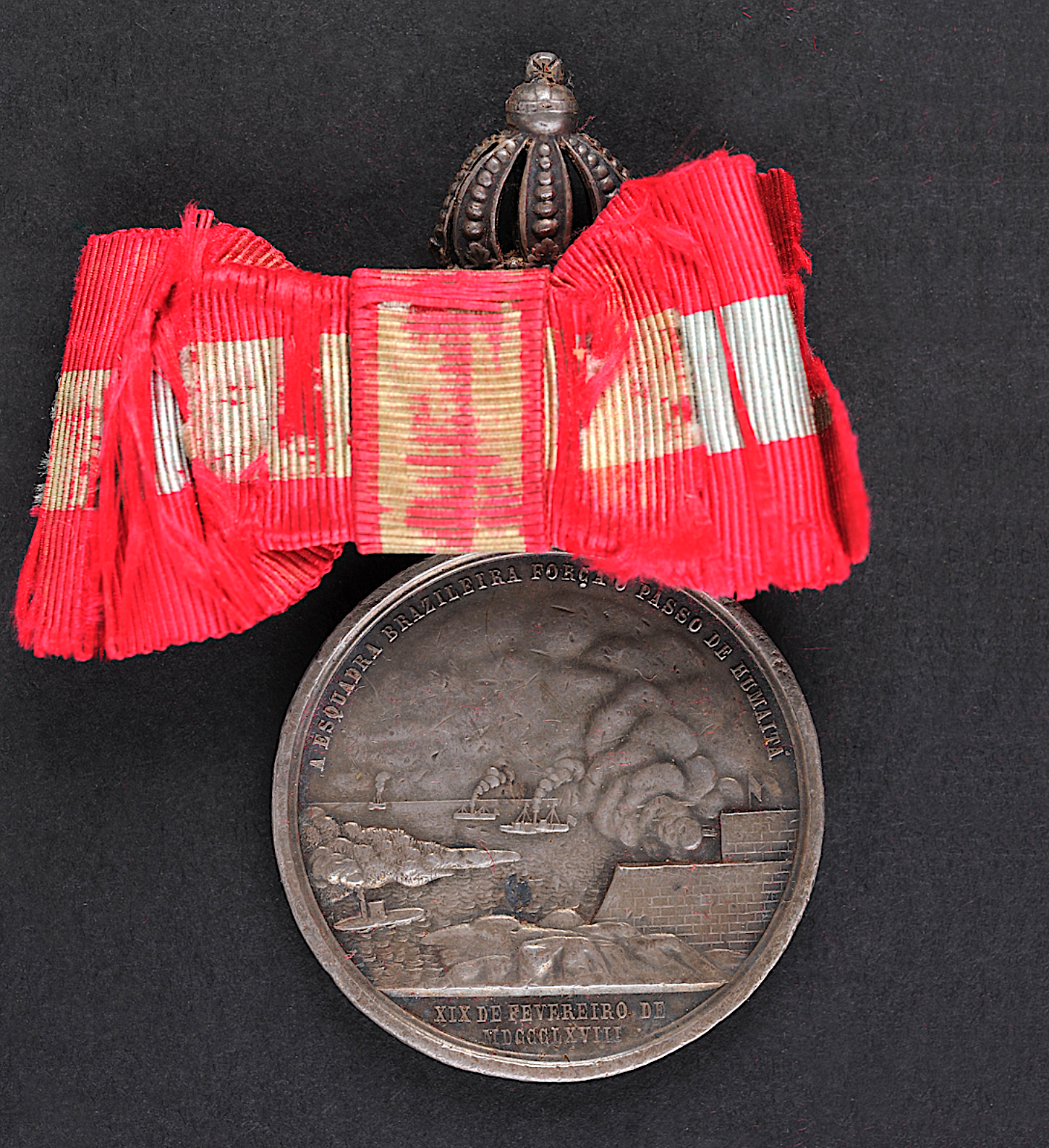
Medalha concedida por D. Pedro II aos oficiais e homens que conseguiram forçar a passagem de Humaitá.
Museu Imperial

Em seu livro Quatro Séculos de Actividade Marina: Portugal e Brasil o historiador naval Artur Jaceguai considerou que:
Seja uma visão política ou militar, a passagem de Humaitá foi o evento naval culminante da guerra paraguaia. Militar, porque era o principal objetivo estratégico do esquadrão brasileiro; político, porque sancionou o direito, tradicionalmente sustentado pelo Brasil, de livre acesso por seus navios aos rios dos quais era o maior proprietário.

Em sua história de cinco volumes sobre a guerra paraguaia, o historiador Augusto Tasso Fragoso escreveu que a passagem de Humaitá pela esquadra couraçada mostrou a López que a perda de sua fortaleza estava mais próxima do que ele imaginava: assim, decidiu se retirar de Humaitá com a maior parte de seu exército e artilharia enquanto havia tempo. Chris Leuchars, em seu livro To the Bitter End: Paraguay and the War of the Triple Alliance (2002) avaliou: "A passagem de Humaitá foi, em retrospecto, uma das ações mais significativas da guerra. O forte foi julgado justamente como a principal fortaleza paraguaia, e suas defesas fluviais sempre foram consideradas como controladoras e protetoras da rota para Assunção. Serviu não apenas a esse propósito prático, mas também a um propósito moral considerável, e ao romper suas defesas, poderia-se dizer que os aliados haviam mudado a maré da guerra." Da mesma forma, David H. Zook do U.S. Naval War College, escreveu que "foi o evento culminante de toda a guerra". Por outro lado no livro I Die with My Country: Perspectives on the Paraguayan War, 1864–1870 (2004) os professores Whigham e Kraay argumentaram que a passagem de Humaitá foi uma façanha de significado militar limitado.

### Livros e periódicos
- Azevedo, Dr Carlos Frederico dos Santos Xavier (1870). Historia Medico-Cirurgica da Esquadra Brasileira. Rio de Janeiro: Typographia Nacional
- Benítes, Gregorio (1904). La Triple Alianza de 1865: Escapada de un desastre en la Guerra de Invasión al Paraguay (em espanhol). Asunción: Talleres Mons. Lasagna
- Bethell, Leslie (1996). The Paraguayan War (1864–1870). Londres: Institute of Latin American Studies. ISBN 1 900039 08 7, . Recuperado em 2016.
- Beverina, Juan (1943). La Guerra del Paraguay: Resumen Histórico (em espanhol). Buenos Aires: Biblioteca del Suboficial
- Burton, Captain Sir Richard (1870). Letters From the Battle-Fields of Paraguay. Londres: Tinsley Brothers
- Campbell;  et al. (1979).  Chesneau, Roger; Koleśnik, Eugène M., eds. Conway's All the World's Fighting Ships, 1860–1905. Londres: Conway Maritime Press. ISBN 0851771335
- Corps of Royal Engineers, a Committee of in Dublin, ed. (1846). Aide-Mémoire to the Military Sciences. 1. Londres: John Weale. pp. 168–171. Consultado em 9 de abril de 2018
- de la Fuente, Ariel (2004). «Federalism and Opposition to the Paraguayan War in the Argentine Interior: La Rioja, 1865–67». In:  Kraay, Hendrik; Whigham, Thomas L. I Die with My Country:Perspectives on the Paraguayan War, 1864–1870. [S.l.]: University of Nebraska Press. pp. 140–153. ISBN 0803227620
- Donato, Hernâni (1996). Dicionário das batalhas brasileiras. São Paulo: Editora Ibrasa. ISBN 9788534800341
- Doratioto, Francisco (2008). Maldita Guerra (em espanhol). Buenos Aires: Emecé Editores. ISBN 978-950-04-2574-2
- Doratioto, Francisco (2002). Maldita guerra: nova história da Guerra do Paraguai. São Paulo: Companhia das Letras. ISBN 85-359-0224-4
- Great Britain. Parliament. House of Commons (1868). «Correspondence Respecting Hostilities in the River Plate: No. 2 (1868)». Accounts and papers of the House of Commons. 73. Londres: [s.n.]
- Hooker, Terry D. (2008). The Paraguayan War. [S.l.]: Foundry Books. ISBN 1-901543-15-3
- Hutchinson, Thomas J. (1868). The Paraná; With Incidents of the Paraguayan War. Londres: Edward Stanford
- Jaceguay, A.; De Oliveira, Vidal (1900). Quatro Séculos de Actividade: Portugal e Brasil. Rio de Janeiro: Imprensa Nacional
- Jaceguay, A.; De Oliveira, Vidal (1903). Ensaio Historico Sobre o Genesis e Desenvolvimento da Armada Brasileira Até o Fim do século XIX. Rio de Janeiro: Typographia Leuzinger
- Johnston, Keith (1875–1876). Notes on the Physical Geography of Paraguay. Proceedings of the Royal Geographical Society of Londres. 20. [S.l.]: Wiley. pp. 494–504. JSTOR 1799836
- Jourdan, Emilio Carlos (1871a). Guerra do Paraguay. Rio de Janeiro: Perseverança
- Jourdan, Emilio Carlos, Tenente, ed. (1871b). Atlas Historico da Guerra da Paraguay. Rio de Janeiro: Lithographia Imperial de Eduardo Rensburg
- Kennedy, Commander A. J. (1869). La Plata, Brazil and Paraguay During the Present War. Londres: Edward Stanford
- Lennon Hunt, Consul (1874). «Report on the Trade and Commerce of Rio de Janeiro for the Year 1872». Reports of Her Majesty's Consuls on the Manufacture and Commerce &c of their Consular Districts: Part I. [S.l.]: Harrison & Sons Printers in Ordinary to Her Majesty. pp. 37–49
- Leuchars, Chris (2002). To the Bitter End: Paraguay and the War of the Triple Alliance. Westport, Ct; Londres: Greenwood Press
- MacDermott, Brian Charles (1976). Historical Introduction. In Plá, Josefina The British in Paraguay, 1850–1870. [S.l.]: The Richmond Publishing Co in association with St Antony's College, Oxford. ISBN 0855461969
- Marinha do Brasil (2006). «Coleção Explorando o Ensino da Escola - A Importância do Mar na História do Brasil» (PDF). Brasília. 13
- Masterman, George Frederick (1870). Seven Eventful Years in Paraguay: A Narrative of Personal Experience Amongst the Paraguayans 2 ed. Londres: Sampson, Low, Son, and Marston
- Maracajú, Marechal Visconde de (Rufino Eneias Gustavo Galvão) (1922). Campanha do Paraguay (1867 e 1868). Rio de Janeiro: Imprensa Militar Estado-Maior do Exercito
- McLynn, F.J. (1984). Consequences for Argentina of the War of the Triple Alliance 1865–1870. The Americas. 41. [S.l.]: Cambridge University Press. pp. 81–98. JSTOR 1006949
- Ouro Preto, Visconde de (Affonso Celso de Assis Figueiredo) (1894). A marinha d'outra'ora (Subsidios para a Historia). Rio de Janeiro: Domingos de Magalhães: Livraria Moderna
- Plá, Josefina (1976). The British in Paraguay 1850–1870. Traduzido por MacDermot, B.C. [S.l.]: The Richmond Publishing Co in association with St Antony's College, Oxford
- Platt, D.C.M. (1983). Foreign Finance in Argentina for the First Half-Century of Independence. Journal of Latin American Studies. 15. [S.l.]: Cambridge University Press. pp. 23–47. JSTOR 155922
- Scheina, Robert L. (2003). Latin America's Wars: The Age of the Caudillo, 1791–1899. Washington, D.C.: Potomac Books, Inc. ISBN 9781574884500
- Schneider, L. (1872). Der Krieg der Triple-Allianz (em alemão). Berlim: B. Behr's Buchhandlung (E. Bock)
- Schneider, L. (1875). A Guerra da Tríplice Alliança (Imperio do Brazil, República Argentina e República Oriental do Uruguay) Contra o Governo da República do Paraguay (1864-1870) (PDF). 2. Rio de Janeiro: Typ. Americana
- Schneider, L. (1902a). A Guerra Da Triplice Alliança Contra A Goberno Da Republica Do Paraguay 1864–1870. I. Trans. Nogueira. Rio de Janeiro: H. Garnier
- Schneider, L. (1902b). A Guerra Da Triplice Alliança Contra A Goberno Da Republica Do Paraguay 1864–1870. II. Trans. Nogueira. Rio de Janeiro: H. Garnier
- Sondhaus, Lawrence (2012). Naval Warfare, 1815–1914. [S.l.]: Routledge. ISBN 1134609949
- Tasso Fragoso, Augusto (1956a). História da Guerra entre a Tríplice Aliança e o Paraguai. II 2 ed. Rio de Janeiro; Sāo Paulo: Livraria Freitas Bastos S.A. (Em 5 volumes).
- Tasso Fragoso, Augusto (1956b). História da Guerra entre a Tríplice Aliança e o Paraguai. III 2 ed. Rio de Janeiro; Sāo Paulo: Livraria Freitas Bastos S.A. (Em 5 volumes).
- Tate, E. Nicholas (1979). Britain and Latin America in the Nineteenth Century: The Case of Paraguay, 1811–1870. Ibero-amerikanisches Archiv, Neue Folge. 5. [S.l.]: Iberoamericana Editorial Vervuert. pp. 39–70. JSTOR 43392255
- Thompson, George (1869). The War in Paraguay: With a Historical Sketch of the Country and Its People and Notes Upon the Military Engineering of the War. Londres: Longman's, Green and Co
- United States Congress (1869). Congressional series of United States public documents: United States Congressional Serial Set Volume 1365. Washington DC: US Government Printing Office
- Very, Edward (1880). Navies of the World. Nova Iorque: John Wiley and Sons
- Washburn, Charles (1871a). The History of Paraguay: With Notes of Personal Observations, and Reminiscences of Diplomacy Under Difficulties. I. Boston: Lee and Shephard
- Washburn, Charles (1871b). The History of Paraguay: With Notes of Personal Observations, and Reminiscences of Diplomacy Under Difficulties. II. Boston: Lee and Shephard
- Whigham, Thomas L (2002). The Paraguayan War: volume 1: Causes and Early Conduct. Lincoln and Londres: University of Nebraska Press. ISBN 0-8032-4786-9
- Whigham, Thomas L.; Kraay, Hendrik (2004). «Introduction:War, Politics and Society in South America, 1820s−60s». In:  Kraay, Hendrik; Whigham, Thomas L. I Die with My Country: Perspectives on the Paraguayan War, 1864–1870. [S.l.]: University of Nebraska Press. pp. 1–22. ISBN 0803227620
- Whigham, Thomas (2015). La guerra de la triple alianza III: Danza de muerte y destrucción (em espanhol). [S.l.]: Taurus (Kindle edition). ASIN B00B51IGH2
- Whigham, Thomas L. (2017). The road to Armageddon: Paraguay versus the Triple Alliance, 1866–1870. Calgary, Alberta: University of Calgary Press. ISBN 978-1-55238-809-9
- Zook, David H., Jr. (1966). Review: Charles J. Kolinsky's Independence or Death!. Military Affairs. 30. [S.l.: s.n.] pp. 168–9. JSTOR 1985390

### Teses acadêmicas
- Oliveira Moitrel, Mônica Harz (2010), A Logística Naval na Marinha Imperial Durante a Guerra da Tríplice Aliança Contra o Governo do Paraguai (PDF), Rio de Janeiro: Universidade Federal do Estado do Rio de Janeiro: Programa de Pós-Graduaçāo em História

### Websites acadêmicas e comerciais
- «MarineTraffic Voyage Planner». Consultado em 23 de julho de 2016
- Marinha do Brasil. «Batalha Naval do Riachuelo». Consultado em 20 de fevereiro de 2019

### Jornais contemporâneos
(De acordo com o costume da época os redatores não assinavam seus artigos)
- Colburn's (1868), United Service Magazine and Naval and Military Journal (2), Londres: Hurst and Blackett
- Glasgow Herald (8 de abril de 1868). «Glasgow Daily Herald». Glasgow
- «L'Illustration, Journal Universel». Paris. 18 de abril de 1868
- El Semanario (17 de agosto de 1867). «El Semanario de Avisos y Conocimientos Útiles» (em espanhol). Asunción
- The Times (3 de abril de 1868). «The Times». Londres
- The Times (7 de abril de 1868). «The Times». Londres

### Website governamental do Paraguai
- BienvenidoaParaguay.com. «Bem vindo ao Paraguai». Consultado em 7 de julho de 2016